# Dobric, Rahău
Dobric (în ucraineană Добрік, transliterat: Dobrik) este un sat în comuna Apșa de Mijloc din raionul Rahău, regiunea Transcarpatia, Ucraina.

## Demografie
Componența lingvistică a localității Dobric
     Română (98,28%)
     Alte limbi (0,72%)
Conform recensământului din 2001, majoritatea populației localității Dobric era vorbitoare de română (98,28%), existând în minoritate și vorbitori de alte limbi.